# Besleria rosea
Besleria rosea är en tvåhjärtbladig växtart som först beskrevs av Conrad Vernon Morton, och fick sitt nu gällande namn av Wiehler. Besleria rosea ingår i släktet Besleria och familjen Gesneriaceae. Inga underarter finns listade i Catalogue of Life.